# Promets-moi (chanson)
Singles de Mireille Mathieu
Encore et encore
(1981) Tu chanteras demain
(1982)
Pistes de Je vous aime
Je suis heureuse
Promets-moi est une chanson de la chanteuse française Mireille Mathieu sortie en France en 1981 chez Philips. La chanson est la version française du titre Promises interprétée par Barbra Streisand, composé par Robin Gibb et Barry Gibb avec des paroles françaises d'Eddy Marnay. La chanson a connu également une version allemande grâce aux paroles de Michael Kunze, Niemand kann mich lieben wie du.
La Face B, C'est peut-être moi qui partirai, chanson de Serge Lebrail, Pascal Sevran et Pascal Auriat, a également connu une version allemande grâce aux paroles de Michael Kunze, Vieilleicht bin es ich, die dich verlässt.